# Legislatura de la Ciudad Autónoma de Buenos Aires
La Legislatura de la Ciudad Autónoma de Buenos Aires o Legislatura Porteña es el Poder Legislativo de la Ciudad Autónoma de Buenos Aires bajo el formato unicameral de sesenta diputados, elegidos por voto directo no acumulativo según los artículos 68.º y 69.º de la Constitución de la Ciudad de Buenos Aires. Cada diputado dura cuatro años en sus funciones, y la Legislatura se renueva por mitades cada dos años.
Su sede se emplaza entre las calles Hipólito Yrigoyen, Diagonal Julio A. Roca y Perú, conformado un triángulo de grandes dimensiones cuya compacta volumetría exterior se ajusta a los límites del terreno y solo se distingue del resto de tejido urbano por la torre del reloj, el cual corona el Palacio Ayerza, más conocido como Palacio de la Legislatura de la Ciudad de Buenos Aires. También cuenta con un anexo administrativo en Hipólito Yrigoyen 642.

## Funcionamiento parlamentario

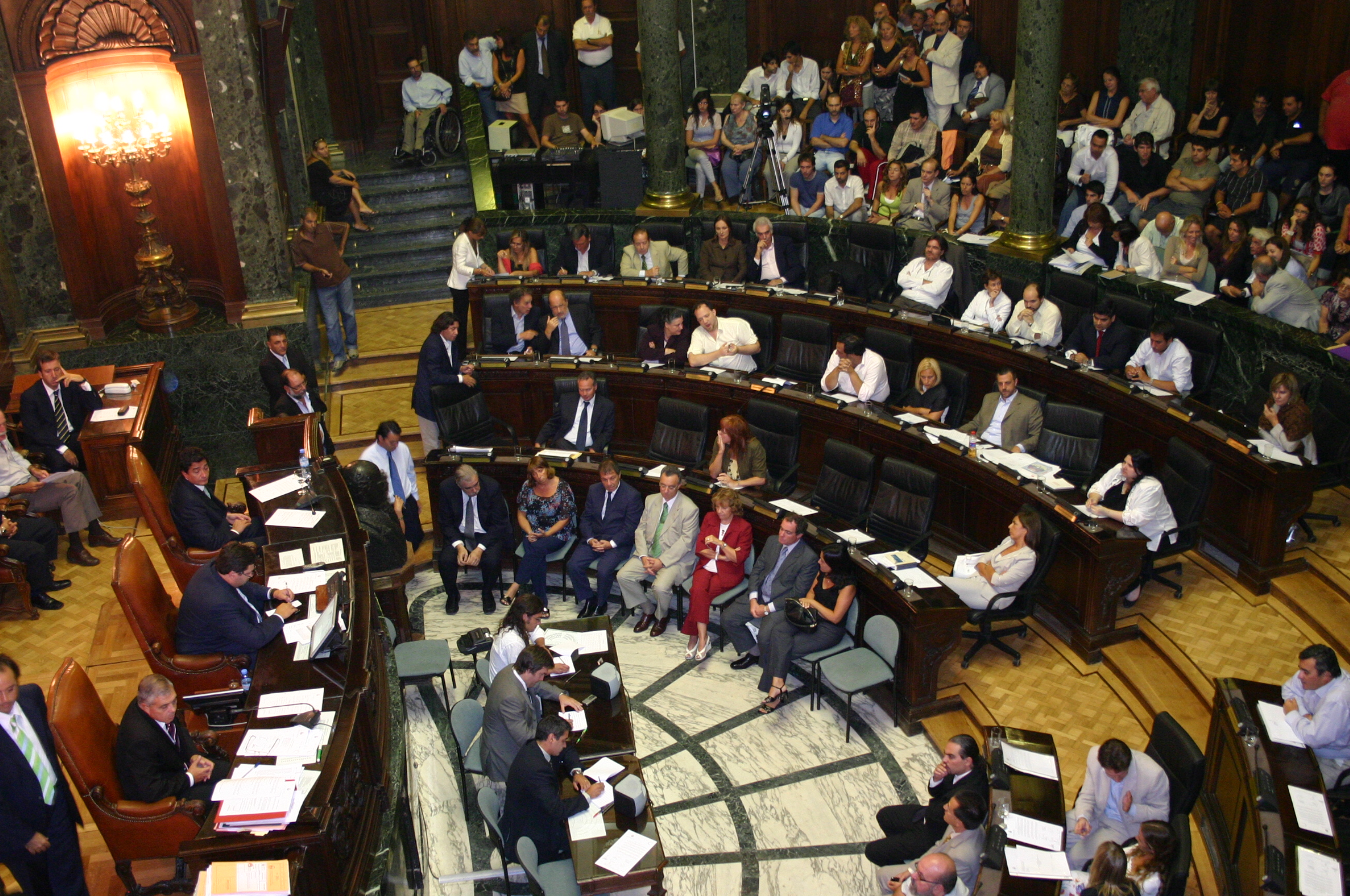
El Recinto de Sesiones en funcionamiento.

El período de sesiones ordinarias se inicia el 1 de marzo y finaliza el 15 de diciembre de cada año, según lo establecido en el art. 74.° de la Constitución de la Ciudad. Los días de reunión dentro del período, conforme a lo dispuesto en el art. 27.° del se deben fijar en la sesión preparatoria de cada año. La sesión preparatoria solo se realiza en oportunidad de constituirse el Cuerpo Legislativo con una nueva integración; en los años siguientes los días de sesión se fijan en la primera sesión ordinaria.
Del texto del artículo 66.°, surge que las sesiones extraordinarias son las que se realizan entre el 16 de diciembre y el último día de febrero, con temario específico. En este artículo, el Reglamento incorpora un tipo de sesión que la Constitución no contempla, las sesiones especiales. Estas últimas, son llevadas a cabo dentro del período ordinario o extraordinario, pero con convocatoria y temario específico (por ejemplo, la designación del Defensor del Pueblo).

## Autoridades

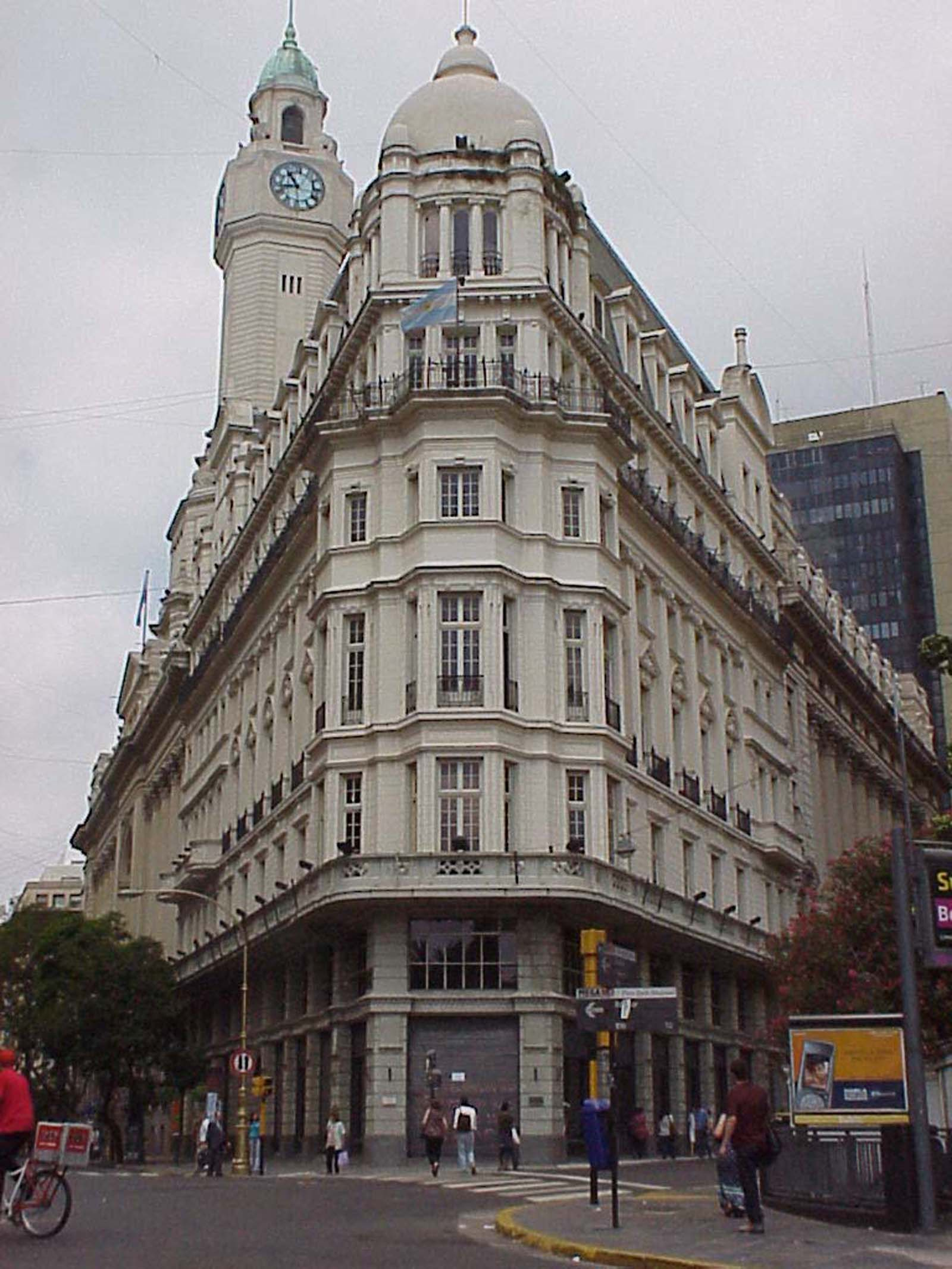
Palacio de la Legislatura de la Ciudad de Buenos Aires vista desde la esquina de la calle Perú y la Avenida Julio A. Roca.

Las Autoridades de la Legislatura, exceptuando al presidente, son electas por el recinto y, en la actualidad, se componen de acuerdo al siguiente ordenamiento:
| Cargo                                                                           | Titular                | Bloque político     |
| ------------------------------------------------------------------------------- | ---------------------- | ------------------- |
| Presidencia                                                                     | Clara Muzzio           | Clara Muzzio        |
| Vicepresidencia 1.ª                                                             | Matías López           | Vamos Juntos        |
| Vicepresidencia 2.ª                                                             | Matias Lammens         | Unión por la Patria |
| Vicepresidencia 3.ª                                                             | Graciela Ocaña         | Confianza Pública   |
| Secretaría Parlamentaria                                                        | Pablo Javier Schillagi | No son legisladores |
| Secretaría Administrativa                                                       | Florencia Romano       | No son legisladores |
| Secretaría de Coordinación                                                      | Facundo Roma           | No son legisladores |
| Subsecretaría de Modernización, Sustentabilidad y Fortalecimiento Institucional | Sra. Natalia Persini   | No son legisladores |
| Subsecretaría de Gestión Administrativa                                         | Dra. Victoria Menceyra | No son legisladores |
| Subsecretaría de Labor Parlamentaria                                            | Dr. Pablo Schillagi    | No son legisladores |
| Subsecretaría de Gestión Parlamentaria                                          | Andres Elisseche       | No son legisladores |
| Subsecretaría de Asistencia Técnico Administrativa                              | Sra. Nelida Longobardi | No son legisladores |

La Presidencia de la Legislatura es ejercida por el Vicejefe de Gobierno, quien conduce los debates y solo tiene poder de voto en caso de empate. Los vicepresidentes son elegidos durante las sesiones preparatorias por la simple pluralidad de votos de la Legislatura, y duran en sus cargos un año con posibilidad de reelección, de acuerdo al Reglamento Interno del Cuerpo. Los secretarios son designados en la primera sesión por la mayoría simple de los diputados presentes, y dependen directamente del Vicepresidente 1.º

## Comisiones

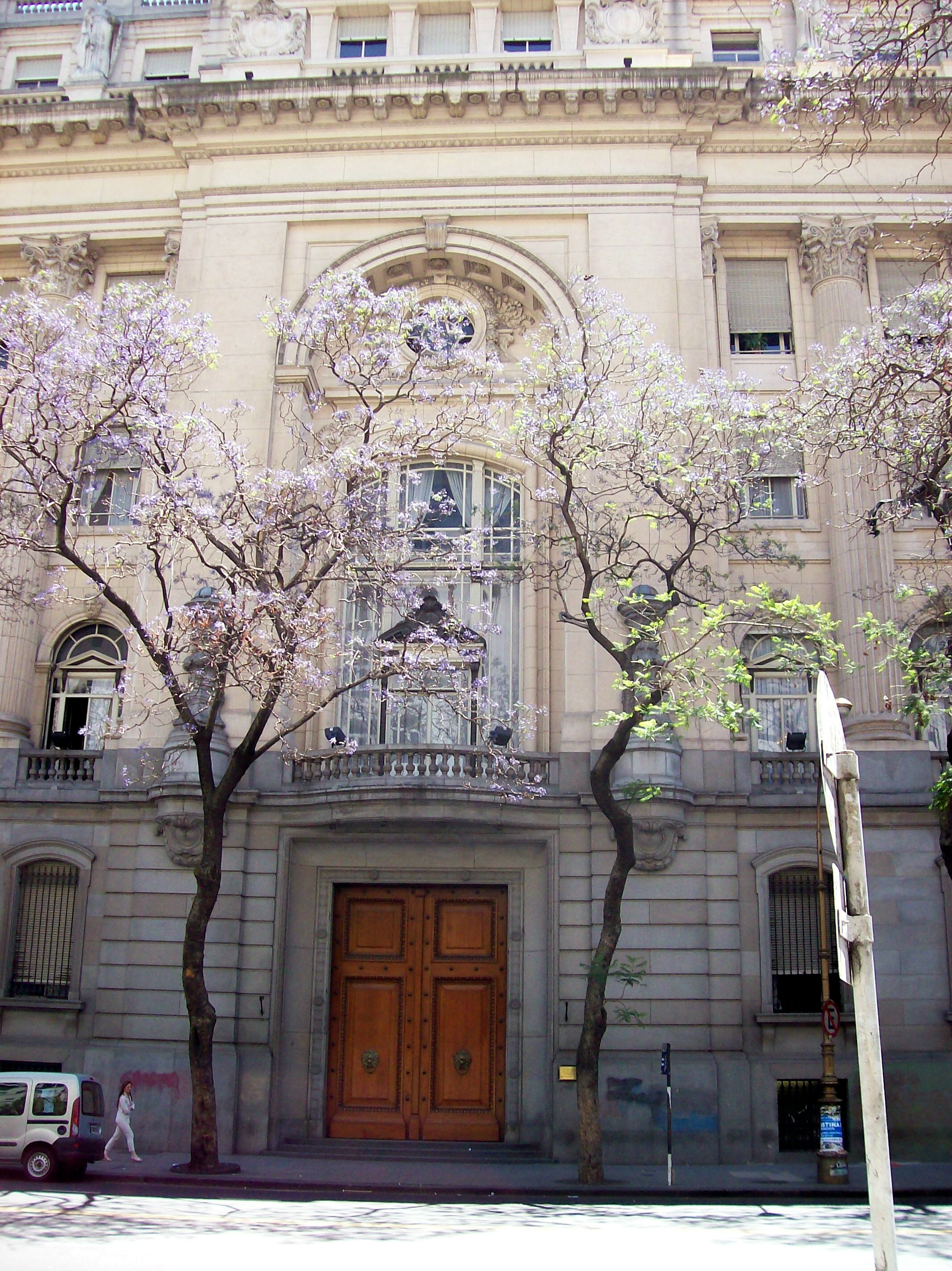
Entrada principal, por la Av. Presidente Julio A. Roca.

Actualmente existen en la Legislatura las siguientes Comisiones y Juntas Especiales:
| Comisión | Miembros | Presidente y Director                                                             |
| --- | -------- | --------------------------------------------------------------------------------- |
| Asuntos Constitucionales | 15       | - Presidente: Hernán Reyes (CC-ARI) - Director: Federico Esswein                  |
| Legislación General | 9        | - Presidente: Guillermo Suárez (UCR) - Director: José Francisco Rosenfeld         |
| Presupuesto, Hacienda, Administración Financiera y Política Tributaria | 23       | - Presidente: Claudio Romero (PRO) - Directora: Mariana Denise Bauni.             |
| Planeamiento Urbano | 14       | - Presidenta: Daniel Del Sol (PRO) - Directora: Michielle Jazmin Jordán.          |
| Educación, Ciencia y Tecnología | 14       | - Presidente: Gonzalo Straface (PRO) - Directora: Ornela Favia Vanzillotta        |
| Descentralización y Participación Ciudadana | 12       | - Presidente: Leandro Santoro (TODOS) - Directora: María Suárez                   |
| Cultura | 13       | - Presidente: Roy Cortina (PS) - Director: Nicolás De la Cruz García              |
| Justicia | 13       | - Presidente: Martín Ocampo (UCR) - Director Fernando Blanco Muiño                |
| Vivienda | 13       | - Presidenta: Paola Michielotto (PRO) - Director: César Andrés Vega               |
| Políticas de Promoción e Integración Social | 9        | - Presidenta: Lorena Pokoik (TODOS) - Director: Juan Facundo Martínez             |
| Mujer, Infancia, Adolescencia y Juventud | 9        | - Presidenta: Laura González Velasco (TODOS) - Directora: María Gisella Aburto    |
| Desarrollo Económico, Mercosur y Políticas de Empleo | 13       | - Presidente: Marcelo Guouman (UCR) - Director: Eduardo Julio Mastrostéfano       |
| Legislación del Trabajo | 9        | - Presidente: Matías Barroetaveña (TODOS) - Director: Ángel Javier Nuñez Köhler   |
| Derechos Humanos, Garantías y Antidiscriminación | 11       | - Presidenta: Victoria Montenegro (TODOS) - Director: Mauro Zungri                |
| Defensa de Consumidores y Usuarios | 7        | - Presidente: Guillermo González Heredia (PRO) - Director: Joel Borrel            |
| Obras y Servicios Públicos | 15       | - Presidente: Gastón Blanchetiere (CP) - Directora: Carmen Betina Cuñado          |
| Protección y Uso del Espacio Público | 9        | - Presidenta: Claudia Neira (TODOS) - Directora: Estefanía Bari                   |
| Relaciones Interjurisdiccionales | 9        | - Presidenta: Natalia Fidel (CP) - Directora: Camila Silva                        |
| Salud | 13       | - Presidenta: María Patricia Vischi (UCR) - Directora: María Alejandra Gatto      |
| Ambiente | 11       | - Presidenta: Mercedes De Las Casas (PRO) - Directora: Carolina Flores            |
| Comunicación Social | 7        | - Presidente: Leandro Halperin (UCR) - Director: Leandro Ferronato                |
| Seguridad | 13       | - Presidente: Claudio Cingolani (CC-ARI) - Director: Roberto Salguero             |
| Tránsito y Transporte | 9        | - Presidenta: Cristina García De Aurteneche (PRO) - Directora: Florencia Eiras    |
| Turismo y Deporte | 9        | - Presidente: Claudio Morresi (TODOS) - Director: Marcelo Chames                  |
| Junta de Interpretación y Reglamento | 9        | - Presidente: Héctor Apreda (PRO) - Directora: Matilde Bosters                    |
| Junta de Ética, Acuerdos y Organismos de Control | 11       | - Presidenta: María Luisa González Estevarena (PRO) - Director: Javier Etcheverry |
| Comisiones Especiales: 1. Foro de la Tercera Edad. 2. Garantía de Continuidad del Funcionamiento del Club de Comunicaciones. 3. Igualdad Real de Oportunidades y de Trato entre Mujeres y Varones. 4. Patrimonio Arquitectónico y Paisajístico. 5. Políticas Públicas para la Ciudadanía Plena. 6. Reforma Tributaria. 7. Salud Mental. 8. Reforma Política. 9. Seguimiento de Organismos de Control. 10. Cambio Climático. |          |                                                                                   |

## Composición actual (2023-2025)

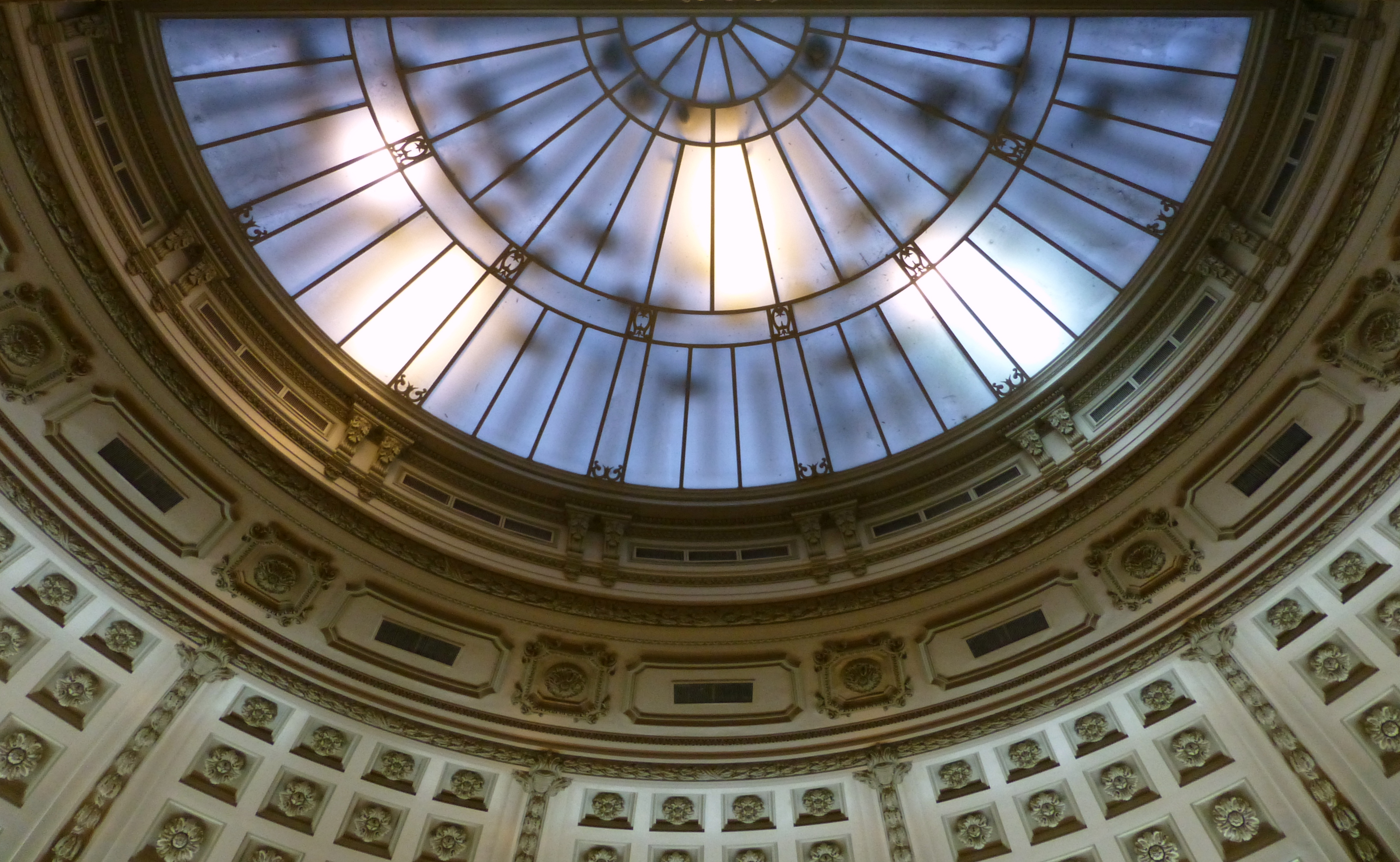
Cúpula del Recinto de Sesiones.

Los diputados forman y presiden diferentes Comisiones, encargadas de tratar previamente, según su competencia, cada proyecto de Ley que ingresa a la Legislatura. Al igual que en la mayoría de los cuerpos legislativos, los representantes se agrupan en bloques políticos sobre la base de lineamientos partidarios, programáticos e ideológicos para mantener criterios y estrategias políticas homogéneas. Sin embargo, existen bloques unipersonales, formados por diputados de partidos que solo obtuvieron una banca o por diputados que abandonaron un bloque por diferencias de alguna índole. Actualmente la Legislatura está compuesta por 10 bloques, de los cuales cuatro de ellos son unipersonales:

### Bloques
| Partido                        | Partido                                                               | Bancas | Presidente del bloque   |
| ------------------------------ | --------------------------------------------------------------------- | ------ | ----------------------- |
|                                | Unión por la Patria                                                   | 18     | Claudia Neira           |
|                                | Vamos por más                                                         | 10     | Darío Nieto             |
|                                | La Libertad Avanza                                                    | 8      | Pilar Ramírez           |
|                                | UCR - Evolución                                                       | 8      | Manuela Thourte         |
|                                | Bloque Republica                                                      | 3      | Jorge Reta              |
|                                | Confianza Pública                                                     | 3      | Graciela Ocaña          |
|                                | Movimiento de Integración y Desarrollo                                | 2      | Edgardo Nestor Alifraco |
|                                | Volver al Futuro                                                      | 2      | Emmanuel Ferrario       |
|                                | Compromiso Liberal Republicano                                        | 1      | Pablo Alejandro Donati  |
|                                | Republicanos Unidos                                                   | 1      | Yamil Santoro           |
|                                | Partido Socialista                                                    | 1      | Jessica Barreto         |
|                                | Partido Obrero - Frente de Izquierda y de Trabajadores - Unidad       | 1      | Gabriel Solano          |
|                                | Izquierda Socialista - Frente de Izquierda y de Trabajadores - Unidad | 1      | Mercedes Trimarchi      |
|                                | PTS - Frente de Izquierda y de Trabajadores - Unidad                  | 1      | Andrea D'Atri           |
| Fuente: Actualizada 18/08/2025 |                                                                       |        |                         |

### Legisladores Actuales
| Legislador                      | Bloque | Bloque                                                  | Inicio del Mandato | Fin del Mandato |
| ------------------------------- | ------ | ------------------------------------------------------- | ------------------ | --------------- |
| Juan Pablo Arenaza              |        | La Libertad Avanza                                      | 2021               | 2025            |
| Jessica Soledad Barreto         |        | Partido Socialista                                      | 2021               | 2025            |
| Mercedes Trimarchi              |        | IS - Frente de Izquierda y de Trabajadores - Unidad     | 2021               | 2025            |
| Maia Daer                       |        | Unión por la Patria                                     | 2021               | 2025            |
| Emmanuel Ferrario               |        | Volvamos Buenos Aires                                   | 2021               | 2025            |
| María Cecilia Ferrero           |        | Vamos por Más                                           | 2021               | 2025            |
| Rebeca Fleitas                  |        | La Libertad Avanza                                      | 2021               | 2025            |
| María Luisa González Estevarena |        | La Libertad Avanza                                      | 2021               | 2025            |
| Berenice Lía Iañez              |        | Unión por la Patria                                     | 2021               | 2025            |
| Marina Kienast                  |        | La Libertad Avanza                                      | 2021               | 2025            |
| Lucío Damián Lapeña             |        | UCR - Evolución                                         | 2021               | 2025            |
| Ramiro Marra                    |        | República                                               | 2021               | 2025            |
| María Sol Méndez                |        | Volvamos Buenos Aires                                   | 2021               | 2025            |
| Paola Vanesa Michielotto        |        | Vamos por Más                                           | 2021               | 2025            |
| Juan Pablo Modarelli            |        | Unión por la Patria                                     | 2021               | 2025            |
| Gustavo Alejandro Mola          |        | UCR - Evolución                                         | 2021               | 2025            |
| Lucía Montenegro (Unite)        |        | La Libertad Avanza                                      | 2021               | 2025            |
| Victoria Montenegro             |        | Unión por la Patria                                     | 2021               | 2025            |
| Darío Hugo Nieto                |        | Vamos por Más                                           | 2021               | 2025            |
| Juan Pablo O´Dezaille           |        | Unión por la Patria                                     | 2022               | 2025            |
| María Inés Parry                |        | UCR - Evolución                                         | 2021               | 2025            |
| Jorge Reta                      |        | República                                               | 2023               | 2025            |
| Hernán Leandro Reyes            |        | Vamos por Más                                           | 2021               | 2025            |
| Claudio Ariel Romero            |        | Volvamos Buenos Aires                                   | 2021               | 2025            |
| Leonardo Saifert                |        | La Libertad Avanza                                      | 2021               | 2025            |
| Gabriel Solano                  |        | PO - Frente de Izquierda y de los Trabajadores - Unidad | 2021               | 2025            |
| María Magdalena Tiesso          |        | Unión por la Patria                                     | 2021               | 2025            |
| Juan Manuel Valdés              |        | Unión por la Patria                                     | 2021               | 2025            |
| Franco Antonio Vitali Amado     |        | Unión por la Patria                                     | 2021               | 2025            |
| Yamil Santoro                   |        | Republicanos Unidos                                     | 2023               | 2025            |
| Edgardo Nestor Alifraco         |        | Movimiento de Integración y Desarrollo                  | 2023               | 2027            |
| Matías Barroetaveña             |        | Unión por la Patria                                     | 2023               | 2027            |
| María Eugenia Bielli            |        | Unión por la Patria                                     | 2023               | 2027            |
| Eugenio Casielles               |        | República                                               | 2023               | 2027            |
| Aldana Belén Crucitta           |        | UCR - Evolución                                         | 2023               | 2027            |
| Juan Facundo Del Gaiso          |        | Vamos por Más                                           | 2023               | 2027            |
| Pablo Alejandro Donati          |        | Compromiso Liberal Republicano                          | 2023               | 2027            |
| Claudio Américo Ferreño         |        | Unión por la Patria                                     | 2023               | 2027            |
| Andrea D'Atri                   |        | PTS - Frente de Izquierda y de Trabajadores - Unidad    | 2023               | 2027            |
| Victoria Freire                 |        | Unión por la Patria                                     | 2023               | 2027            |
| Patricia Inés Glize             |        | Vamos por Más                                           | 2023               | 2027            |
| Alejandro Omar Grillo           |        | Unión por la Patria                                     | 2023               | 2027            |
| Silvia Imas                     |        | La Libertad Avanza                                      | 2023               | 2027            |
| Andrés La Blunda                |        | Unión por la Patria                                     | 2023               | 2027            |
| Matías Lammens                  |        | Unión por la Patria                                     | 2023               | 2027            |
| Francisco Loupias               |        | UCR - Evolución                                         | 2023               | 2027            |
| Matías Damián López             |        | Vamos por Más                                           | 2023               | 2027            |
| María Fernanda Mollard          |        | UCR - Evolución                                         | 2023               | 2027            |
| Sebastián Nagata                |        | Volvamos Buenos Aires                                   | 2023               | 2027            |
| Claudia Neira                   |        | Unión por la Patria                                     | 2023               | 2027            |
| Graciela Ocaña                  |        | Volvamos Buenos Aires                                   | 2023               | 2027            |
| Ignacio José Parera             |        | Vamos por Más                                           | 2023               | 2027            |
| Graciana Peñafort               |        | Unión por la Patria                                     | 2023               | 2027            |
| María Del Pilar Ramirez         |        | La Libertad Avanza                                      | 2023               | 2027            |
| Sandra Mónica Rey               |        | Movimiento de Integración y Desarrollo                  | 2023               | 2027            |
| Sergio Hernán Siciliano         |        | Vamos por Más                                           | 2023               | 2027            |
| Guillermo Suárez                |        | UCR - Evolución                                         | 2023               | 2027            |
| Manuela Thourte                 |        | UCR - Evolución                                         | 2023               | 2027            |
| Delfina Velazquez               |        | Unión por la Patria                                     | 2023               | 2027            |
| Gimena Villafruela              |        | Vamos por Más                                           | 2023               | 2027            |
| Fuente: Actualizado 2/01/2025   |        |                                                         |                    |                 |

## Composiciones pasadas
| 2021-2023                       | 2021-2023 | 2021-2023                                               | 2021-2023          | 2021-2023       |
| Legislador                      | Bloque    | Bloque                                                  | Inicio del Mandato | Fin del Mandato |
| ------------------------------- | --------- | ------------------------------------------------------- | ------------------ | --------------- |
| Alejandro Amor                  |           | Frente de Todos                                         | 2021               | 2022            |
| Javier Andrade                  |           | Frente de Todos                                         | 2019               | 2023            |
| Juan Pablo Arenaza              |           | Vamos Juntos                                            | 2021               | 2025            |
| Jessica Soledad Barreto         |           | Partido Socialista                                      | 2021               | 2025            |
| Matías Barroetaveña             |           | Frente de Todos                                         | 2019               | 2023            |
| Alejandrina Barry               |           | PTS - Frente de Izquierda y de Trabajadores - Unidad    | 2021               | 2025            |
| María Bielli                    |           | Frente de Todos                                         | 2019               | 2023            |
| Ana María Bou Peréz             |           | Vamos Juntos                                            | 2019               | 2023            |
| Lucía Cámpora                   |           | Frente de Todos                                         | 2019               | 2023            |
| Eugenio Casielles               |           | Consenso Federal                                        | 2019               | 2023            |
| Roy Cortina                     |           | Partido Socialista                                      | 2019               | 2023            |
| Maia Daer                       |           | Frente de Todos                                         | 2021               | 2025            |
| Mercedes de las Casas           |           | Vamos Juntos                                            | 2019               | 2023            |
| Juan Facundo del Gaiso          |           | Vamos Juntos                                            | 2019               | 2023            |
| Daniel Eduardo del Sol          |           | Vamos Juntos                                            | 2019               | 2023            |
| Carolina Estebarena             |           | Vamos Juntos                                            | 2019               | 2023            |
| Ofelia Fernández                |           | Frente de Todos                                         | 2019               | 2023            |
| Emmanuel Ferrario               |           | Vamos Juntos                                            | 2021               | 2025            |
| Claudio Américo Ferreño         |           | Frente de Todos                                         | 2019               | 2023            |
| María Cecilia Ferrero           |           | Vamos Juntos                                            | 2021               | 2025            |
| Natalia Fidel                   |           | Vamos Juntos                                            | 2019               | 2023            |
| Rebeca Fleitas                  |           | La Libertad Avanza                                      | 2021               | 2025            |
| Diego García de García Vilas    |           | Vamos Juntos                                            | 2019               | 2023            |
| Roberto García Moritán          |           | Republicanos Unidos                                     | 2021               | 2023            |
| Esteban Garrido                 |           | Vamos Juntos                                            | 2019               | 2023            |
| María Luisa González Estevarena |           | Vamos Juntos                                            | 2021               | 2025            |
| Marcelo Alejandro Guouman       |           | UCR - Evolución                                         | 2019               | 2023            |
| Berenice Lía Iañez              |           | Frente de Todos                                         | 2021               | 2025            |
| Marina Kienast                  |           | Republicanos Unidos                                     | 2021               | 2025            |
| Lucío Damián Lapeña             |           | UCR - Evolución                                         | 2021               | 2025            |
| Matías Damián López             |           | Vamos Juntos                                            | 2019               | 2023            |
| Ramiro Marra                    |           | La Libertad Avanza                                      | 2021               | 2025            |
| Amanda Martín                   |           | PO - Frente de Izquierda y de Trabajadores - Unidad     | 2021               | 2022            |
| María Sol Méndez                |           | Vamos Juntos                                            | 2021               | 2025            |
| Paola Vanesa Michielotto        |           | Vamos Juntos                                            | 2021               | 2025            |
| Juan Pablo Modarelli            |           | Frente de Todos                                         | 2021               | 2025            |
| Gustavo Alejandro Mola          |           | UCR - Evolución                                         | 2021               | 2025            |
| Lucía Montenegro                |           | La Libertad Avanza                                      | 2021               | 2025            |
| Victoria Montenegro             |           | Frente de Todos                                         | 2021               | 2025            |
| Claudio Abel Morresi            |           | Frente de Todos                                         | 2019               | 2023            |
| Claudia Neira                   |           | Frente de Todos                                         | 2019               | 2023            |
| Darío Hugo Nieto                |           | Vamos Juntos                                            | 2021               | 2025            |
| Martín Ocampo                   |           | UCR - Evolución                                         | 2019               | 2023            |
| María Inés Parry                |           | UCR - Evolución                                         | 2021               | 2025            |
| Hernán Leandro Reyes            |           | Vamos Juntos                                            | 2021               | 2025            |
| Lucía Noelía Romano             |           | Vamos Juntos                                            | 2019               | 2023            |
| Claudio Ariel Romero            |           | Vamos Juntos                                            | 2021               | 2025            |
| Leonardo Saifert                |           | La Libertad Avanza                                      | 2021               | 2025            |
| Cecilia Segura Rattagan         |           | Frente de Todos                                         | 2019               | 2023            |
| Manuel Salvador Socías          |           | Frente de Todos                                         | 2019               | 2023            |
| Gabriel Solano                  |           | PO - Frente de Izquierda y de los Trabajadores - Unidad | 2021               | 2025            |
| Manuela Thourte                 |           | UCR - Evolución                                         | 2019               | 2023            |
| María Magdalena Tiesso          |           | Frente de Todos                                         | 2021               | 2025            |
| Juan Manuel Valdés              |           | Frente de Todos                                         | 2021               | 2025            |
| Laura Velasco                   |           | Frente de Todos                                         | 2019               | 2023            |
| Gimena Villafruela              |           | Vamos Juntos                                            | 2019               | 2023            |
| María Patricia Vischi           |           | UCR - Evolución                                         | 2019               | 2023            |
| Franco Antonio Vitali Amado     |           | Frente de Todos                                         | 2021               | 2025            |
| Diego Ariel Weck                |           | UCR - Evolución                                         | 2019               | 2023            |
| Oscar Zago                      |           | La Libertad Avanza                                      | 2021               | 2023            |

| 2019-2021                            | 2019-2021 | 2019-2021                                         | 2019-2021          | 2019-2021       |
| Legislador                           | Bloque    | Bloque                                            | Inicio del Mandato | Fin del Mandato |
| ------------------------------------ | --------- | ------------------------------------------------- | ------------------ | --------------- |
| Sergio Abrevaya                      |           | GEN                                               | 2017               | 2021            |
| Pablo Fernando Almeida               |           | Izquierda Socialista - Frente de Izquierda-Unidad | 2020               | 2021            |
| Ariel Álvarez Palma                  |           | UCR - Evolución                                   | 2017               | 2021            |
| Javier Andrade                       |           | Frente de Todos                                   | 2019               | 2023            |
| Héctor Jorge Apreda                  |           | Vamos Juntos                                      | 2017               | 2021            |
| Hernán Ariel Arce                    |           | Partido Socialista                                | 2017               | 2021            |
| Matías Barroetaveña                  |           | Frente de Todos                                   | 2019               | 2023            |
| Alejandrina Barry                    |           | PTS - Frente de Izquierda-Unidad                  | 2019               | 2021            |
| María Bielli                         |           | Frente de Todos                                   | 2019               | 2023            |
| Gastón Blanchetiere                  |           | Vamos Juntos                                      | 2017               | 2021            |
| Ana María Bou Pérez                  |           | Vamos Juntos                                      | 2019               | 2023            |
| Myriam Bregman                       |           | PTS - Frente de Izquierda-Unidad                  | 2017               | 2021            |
| Lucía Cámpora                        |           | Frente de Todos                                   | 2019               | 2023            |
| Eugenio Casielles                    |           | Consenso Federal                                  | 2019               | 2023            |
| Claudio Gabriel Cingolani            |           | Vamos Juntos                                      | 2017               | 2021            |
| Roy Cortina                          |           | Partido Socialista                                | 2019               | 2023            |
| Mercedes De Las Casas                |           | Vamos Juntos                                      | 2019               | 2023            |
| Juan Facundo Del Gaiso               |           | Vamos Juntos                                      | 2019               | 2023            |
| Daniel Eduardo Del Sol               |           | Vamos Juntos                                      | 2019               | 2023            |
| Carolina Estebarena                  |           | Vamos Juntos                                      | 2019               | 2023            |
| Ofelia Fernández                     |           | Frente de Todos                                   | 2019               | 2023            |
| Claudio Américo Ferreño              |           | Frente de Todos                                   | 2019               | 2023            |
| María Cecilia Ferrero                |           | Vamos Juntos                                      | 2017               | 2021            |
| Natalia Fidel                        |           | Vamos Juntos                                      | 2019               | 2023            |
| Agustín Forchieri                    |           | Vamos Juntos                                      | 2017               | 2021            |
| Cristina García de Aurteneche        |           | Vamos Juntos                                      | 2017               | 2021            |
| Diego Mariano García de García Vilas |           | Vamos Juntos                                      | 2019               | 2023            |
| Esteban Garrido                      |           | Vamos Juntos                                      | 2019               | 2023            |
| Laura González Velasco               |           | Frente de Todos                                   | 2019               | 2023            |
| María Luisa González Estevarena      |           | Vamos Juntos                                      | 2017               | 2021            |
| Guillermo González Heredia           |           | Vamos Juntos                                      | 2017               | 2021            |
| María Inés Gorbea                    |           | UCR - Evolución                                   | 2017               | 2021            |
| Marcelo Alejandro Guouman            |           | UCR - Evolución                                   | 2019               | 2023            |
| Leandro Halperin                     |           | UCR - Evolución                                   | 2018               | 2021            |
| Matías Damían López                  |           | Vamos Juntos                                      | 2019               | 2023            |
| Marta Jacqueline Martínez            |           | Autodeterminación y Libertad                      | 2017               | 2021            |
| María Sol Méndez                     |           | Vamos Juntos                                      | 2017               | 2021            |
| Paola Vanesa Michielotto             |           | Vamos Juntos                                      | 2017               | 2021            |
| Victoria Montenegro                  |           | Frente de Todos                                   | 2017               | 2021            |
| Claudio Alberto Morresi              |           | Frente de Todos                                   | 2019               | 2023            |
| María Rosa Muiños                    |           | Frente de Todos                                   | 2017               | 2021            |
| Claudia Neira                        |           | Frente de Todos                                   | 2019               | 2023            |
| Juan Francisco Nosiglia              |           | UCR - Evolución                                   | 2017               | 2021            |
| Martín Ocampo                        |           | UCR - Evolución                                   | 2019               | 2023            |
| Lorena Iris Pokoik García            |           | Frente de Todos                                   | 2017               | 2021            |
| Hernán Reyes                         |           | Vamos Juntos                                      | 2017               | 2021            |
| Santiago Luis Roberto                |           | Frente de Todos                                   | 2017               | 2021            |
| Victoria Inés Roldán Méndez          |           | Vamos Juntos                                      | 2017               | 2021            |
| Lucía Romano                         |           | Vamos Juntos                                      | 2019               | 2023            |
| Claudio Ariel Romero                 |           | Vamos Juntos                                      | 2017               | 2021            |
| Leandro Santoro                      |           | Frente de Todos                                   | 2017               | 2021            |
| Cecilia Segura Rattagan              |           | Frente de Todos                                   | 2019               | 2023            |
| Manuel Salvador Socías               |           | Frente de Todos                                   | 2019               | 2023            |
| Gonzalo Martín Straface              |           | Vamos Juntos                                      | 2018               | 2021            |
| Guillermo Pablo Suárez               |           | Vamos Juntos                                      | 2017               | 2021            |
| Manuela Thourte                      |           | UCR - Evolución                                   | 2019               | 2023            |
| Juan Manuel Valdés                   |           | Frente de Todos                                   | 2019               | 2021            |
| Gimena Villafruela                   |           | Vamos Juntos                                      | 2019               | 2023            |
| María Patricia Vischi                |           | UCR - Evolución                                   | 2019               | 2023            |
| Diego Weck                           |           | UCR - Evolución                                   | 2019               | 2023            |

| 2017-2019                            | 2017-2019 | 2017-2019                    | 2017-2019          | 2017-2019       |
| Legislador                           | Bloque    | Bloque                       | Inicio del Mandato | Fin del Mandato |
| ------------------------------------ | --------- | ---------------------------- | ------------------ | --------------- |
| Omar Ahmed Abboud                    |           | Vamos Juntos                 | 2015               | 2019            |
| Sergio Abrevaya                      |           | GEN                          | 2017               | 2021            |
| José Luis Acevedo                    |           | Vamos Juntos                 | 2015               | 2019            |
| Ariel Álvarez Palma                  |           | Vamos Juntos                 | 2017               | 2021            |
| Javier Andrade                       |           | Unidad Ciudadana             | 2015               | 2019            |
| Héctor Jorge Apreda                  |           | Vamos Juntos                 | 2017               | 2021            |
| Hernán Ariel Arce                    |           | Partido Socialista           | 2017               | 2021            |
| Christian Bauab                      |           | Vamos Juntos                 | 2015               | 2019            |
| Gastón Blanchetiere                  |           | Vamos Juntos                 | 2017               | 2021            |
| Myriam Bregman                       |           | PTS - Frente de Izquierda    | 2017               | 2021            |
| Claudio Cingolani                    |           | Vamos Juntos                 | 2017               | 2021            |
| María Andrea Conde                   |           | Unidad Ciudadana             | 2015               | 2019            |
| Roy Cortina                          |           | Partido Socialista           | 2015               | 2019            |
| Mercedes de las Casas                |           | Vamos Juntos                 | 2016               | 2019            |
| Patricio del Corro                   |           | PTS - Frente de Izquierda    | 2017               | 2018            |
| Daniel Eduardo del Sol               |           | Vamos Juntos                 | 2015               | 2019            |
| Marcelo Hugo Depierro                |           | Mejor Ciudad                 | 2015               | 2019            |
| Carolina Estebarena                  |           | Vamos Juntos                 | 2015               | 2019            |
| Maximiliano Ferraro                  |           | Vamos Juntos                 | 2015               | 2019            |
| Cecilia Ferrero                      |           | Vamos Juntos                 | 2017               | 2021            |
| Natalia Fidel                        |           | Vamos Juntos                 | 2015               | 2019            |
| Agustín Forchieri                    |           | Vamos Juntos                 | 2017               | 2021            |
| Andy Freire                          |           | Vamos Juntos                 | 2017               | 2018            |
| Diego Mariano García de García Vilas |           | Vamos Juntos                 | 2015               | 2019            |
| Cristina García                      |           | Vamos Juntos                 | 2017               | 2021            |
| María Luisa González Estevarena      |           | Vamos Juntos                 | 2017               | 2021            |
| Guillermo González Heredia           |           | Vamos Juntos                 | 2017               | 2021            |
| María Inés Gorbea                    |           | Evolución                    | 2017               | 2021            |
| Silvia María Eva Gottero             |           | Bloque Peronista             | 2015               | 2019            |
| Marcelo Alejandro Guouman            |           | Evolución                    | 2015               | 2019            |
| Claudio Alejandro Heredia            |           | Bloque Peronista             | 2015               | 2019            |
| Diego Sebastián Marías               |           | Vamos Juntos                 | 2017               | 2019            |
| Marta Jacqueline Martínez            |           | Autodeterminación y Libertad | 2017               | 2021            |
| María Sol Mendez                     |           | Vamos Juntos                 | 2017               | 2021            |
| Paola Vanesa Michielotto             |           | Vamos Juntos                 | 2017               | 2021            |
| Victoria Montenegro                  |           | Unidad Ciudadana             | 2017               | 2021            |
| María Rosa Muiños                    |           | Bloque Peronista             | 2017               | 2021            |
| Juan Francisco Nosiglia              |           | Evolución                    | 2017               | 2021            |
| Paula Penacca                        |           | Unidad Ciudadana             | 2015               | 2019            |
| Débora Pérez Volpin                  |           | Evolución                    | 2017               | 2018            |
| Eduardo Petrini                      |           | Vamos Juntos                 | 2016               | 2019            |
| Lorena Iris Pokoik García            |           | Unidad Ciudadana             | 2017               | 2021            |
| Daniel Presti                        |           | Vamos Juntos                 | 2015               | 2019            |
| Francisco Quintana                   |           | Vamos Juntos                 | 2015               | 2019            |
| Mariano Recalde                      |           | Unidad Ciudadana             | 2017               | 2019            |
| Hernán Reyes                         |           | Vamos Juntos                 | 2017               | 2021            |
| Santiago Luis Roberto                |           | Bloque Peronista             | 2017               | 2021            |
| Victoria Roldán Méndez               |           | Vamos Juntos                 | 2017               | 2021            |
| Claudio Ariel Romero                 |           | Vamos Juntos                 | 2017               | 2021            |
| Lía Rueda                            |           | Vamos Juntos                 | 2015               | 2019            |
| Gabriel Maximiliano Sahonero         |           | Vamos Juntos                 | 2015               | 2019            |
| Eduardo Antonio Santamarina          |           | Vamos Juntos                 | 2015               | 2019            |
| Leandro Santoro                      |           | Unidad Ciudadana             | 2017               | 2021            |
| Gabriel Solano                       |           | Frente de Izquierda          | 2017               | 2020            |
| Guillermo Pablo Suárez               |           | Vamos Juntos                 | 2017               | 2021            |
| Carlos Alfonso Tomada                |           | Unidad Ciudadana             | 2015               | 2019            |
| Fernando Pablo Vilardo               |           | Autodeterminación y Libertad | 2015               | 2019            |
| Paula Beatriz Villalba               |           | Vamos Juntos                 | 2015               | 2019            |
| María Patricia Vischi                |           | Evolución                    | 2015               | 2019            |
| Jian Ping Yuan                       |           | Vamos Juntos                 | 2015               | 2019            |

| 2015-2017                            | 2015-2017 | 2015-2017                                 | 2015-2017          | 2015-2017       |
| Legislador                           | Bloque    | Bloque                                    | Inicio del Mandato | Fin del Mandato |
| ------------------------------------ | --------- | ----------------------------------------- | ------------------ | --------------- |
| Omar Ahmed Abboud                    |           | Unión Pro                                 | 2015               | 2019            |
| José Luis Acevedo                    |           | Unión Pro                                 | 2015               | 2019            |
| Javier Andrade                       |           | Frente para la Victoria                   | 2015               | 2019            |
| Hernán Ariel Arce                    |           | Partido Socialista                        | 2013               | 2017            |
| Juan Pablo Arenaza                   |           | Unión Pro                                 | 2013               | 2017            |
| Christian Bauab                      |           | Unión Pro                                 | 2015               | 2019            |
| Claudia Calciano                     |           | Unión Pro                                 | 2016               | 2017            |
| Octavio Calderón                     |           | Unión Pro                                 | 2016               | 2017            |
| José Cruz Campagnoli                 |           | Frente para la Victoria                   | 2013               | 2017            |
| Adrián Rodolfo Camps                 |           | Partido Socialista Auténtico              | 2015               | 2017            |
| María Andrea Conde                   |           | Frente para la Victoria                   | 2015               | 2019            |
| Roy Cortina                          |           | Partido Socialista                        | 2015               | 2019            |
| Cecilia de la Torre                  |           | Unión Pro                                 | 2013               | 2016            |
| Mercedes de las Casas                |           | Unión Pro                                 | 2016               | 2019            |
| Patricio del Corro                   |           | PTS - Frente de Izquierda                 | 2015               | 2016            |
| Daniel Eduardo del Sol               |           | Unión Pro                                 | 2015               | 2019            |
| Marcelo Hugo Depierro                |           | Mejor Ciudad                              | 2015               | 2019            |
| Carolina Estebarena                  |           | Unión Pro                                 | 2015               | 2019            |
| Maximiliano Ferraro                  |           | Coalición Cívica                          | 2015               | 2019            |
| Pablo Ricardo Ferreyra               |           | Frente para la Victoria                   | 2013               | 2017            |
| Natalia Fidel                        |           | Suma+                                     | 2015               | 2019            |
| Agustín Forchieri                    |           | Unión Pro                                 | 2013               | 2017            |
| Gabriel Marcelo Fuks                 |           | Corriente Nacional de la Militancia       | 2013               | 2017            |
| Diego Mariano García de García Vilas |           | Confianza Pública                         | 2015               | 2019            |
| Alejandro García                     |           | Unión Pro                                 | 2013               | 2017            |
| Cristina García                      |           | Unión Pro                                 | 2013               | 2017            |
| Javier Alberto Gentilini             |           | Frente Renovador                          | 2013               | 2017            |
| María Inés Gorbea                    |           | Suma+                                     | 2013               | 2017            |
| Silvia María Eva Gottero             |           | Bloque Peronista                          | 2015               | 2019            |
| Marcelo Alejandro Guouman            |           | Suma+                                     | 2015               | 2019            |
| Claudio Alejandro Heredia            |           | Bloque Peronista                          | 2015               | 2019            |
| María Rosa Muiños                    |           | Bloque Peronista                          | 2013               | 2017            |
| Claudio Niño                         |           | Unión Pro                                 | 2015               | 2017            |
| Juan Francisco Nosiglia              |           | Suma+                                     | 2013               | 2017            |
| María Graciela Ocaña                 |           | Confianza Pública                         | 2013               | 2017            |
| Paula Oliveto                        |           | Coalición Cívica                          | 2013               | 2017            |
| Claudio Marcelo Palmeyro             |           | Sindical Peronista                        | 2013               | 2017            |
| Paula Penacca                        |           | Frente para la Victoria                   | 2015               | 2019            |
| Esteban Ángel Penayo                 |           | Unión Pro                                 | 2013               | 2015            |
| Natalia Persini                      |           | Unión Pro                                 | 2015               | 2017            |
| Eduardo Petrini                      |           | Unión Pro                                 | 2016               | 2019            |
| Lorena Iris Pokoik García            |           | Frente para la Victoria                   | 2013               | 2017            |
| Carmen Polledo                       |           | Unión Pro                                 | 2013               | 2017            |
| Daniel Presti                        |           | Unión Pro                                 | 2015               | 2019            |
| Roberto Quattromano                  |           | Unión Pro                                 | 2013               | 2017            |
| Francisco Quintana                   |           | Unión Pro                                 | 2015               | 2019            |
| Marcelo Ramal                        |           | Frente de Izquierda y de los Trabajadores | 2015               | 2017            |
| Benigno Emilio Raposo Varela         |           | Unión Pro                                 | 2015               | 2017            |
| Victoria Inés Roldán Méndez          |           | Unión Pro                                 | 2013               | 2017            |
| Hernán Abel Rossi                    |           | Suma+                                     | 2013               | 2017            |
| Lía Rueda                            |           | Unión Pro                                 | 2015               | 2019            |
| Gabriel Maximiliano Sahonero         |           | Unión Pro                                 | 2015               | 2019            |
| Eduardo Antonio Santamarina          |           | Unión Pro                                 | 2015               | 2019            |
| María Tiesso                         |           | Frente para la Victoria                   | 2015               | 2017            |
| Carlos Alfonso Tomada                |           | Frente para la Victoria                   | 2015               | 2019            |
| Gustavo Javier Vera                  |           | Bien Común                                | 2013               | 2017            |
| Fernando Pablo Vilardo               |           | Autodeterminación y Libertad              | 2015               | 2019            |
| Paula Beatriz Villalba               |           | Unión Pro                                 | 2015               | 2019            |
| María Patricia Vischi                |           | Suma+                                     | 2015               | 2019            |
| Jian Ping Yuan                       |           | Unión Pro                                 | 2015               | 2019            |